# قره‌آغاج (آوج)
قره‌آغاج (آوج)، روستایی از توابع بخش آبگرم شهرستان آوج در استان قزوین ایران است.

## جمعیت
این روستا در دهستان خرقان شرقی قرار دارد و براساس سرشماری مرکز آمار ایران در سال ۱۳۸۵، جمعیت آن ۱۵۰ نفر (۳۲خانوار) بوده‌است.